# Gedesorganiseerde schizofrenie
Gedesorganiseerde schizofrenie, hebefrene schizofrenie of schizofrenie - gedesorganiseerde type is een vorm van schizofrenie waarbij voornamelijk affectieve symptomen op de voorgrond treden. Het wordt gerekend tot het schizoïde spectrum. Het affect is vaak afgevlakt en niet toepasselijk bij de omstandigheden. Iemand kan bijvoorbeeld lachen zonder dat de omstandigheden daar aanleiding toe geven of vreemde gelaatsuitdrukkingen hebben, maar ook hooghartig zijn of kwajongensachtig verzet leveren. Het handelen is in veel gevallen niet doelgericht en emotieloos en is soms onverantwoordelijk of onvoorspelbaar. Affectvervlakking en verlies van wilskracht kunnen zich snel ontwikkelen. In sommige gevallen heeft de persoon zelfs de neiging om opdrachten willoos en kritiekloos op te volgen.
Aan het denken ontbreekt vaak de nodige samenhang en de spraak kan wijdlopig zijn en moeilijk te volgen. Ook oppervlakkige preoccupaties met religie, filosofie et cetera kunnen communicatie in de weg staan. In veel gevallen, maar niet altijd, maakte de persoon al voor de ziekte een verlegen en in zichzelf gekeerde indruk en vaak ontstaat de neiging zich steeds verder terug te trekken uit het sociale leven.
Er treden niet altijd wanen en/of hallucinaties op, maar als dit het geval is, zijn deze vluchtig en fragmentarisch en treden doorgaans niet op de voorgrond.
Voor diagnose moet catatone schizofrenie worden uitgesloten en moet zijn voldaan aan de algemene criteria voor schizofrenie (zie aldaar).